# Racing Club de Lens 2022-2023
Questa voce raccoglie le informazioni riguardanti il Racing Club de Lens nelle competizioni ufficiali della stagione 2022-2023.

## Stagione
La stagione 2022-2023 è la centodiciasettesima nella storia del club e la sua sessantesima nella massima divisione. Essa vede il Lens partecipare alla Ligue 1, per la terza stagione consecutiva, e alla Coppa di Francia in ambito nazionale.
Il Lens fa il suo debutto nella Ligue 1 2022-2023 in casa contro il Brest, vincendo 3-2 grazie ad una tripletta di Florian Sotoca. Seguono nove risultati utili consecutivi, alternati tra vittorie contro Monaco (4-1), Rennes (2-1) e Lorient (5-2), a pareggi contro Ajaccio (0-0), Stade Reims (1-1) e Nantes (0-0). La vittoria casalinga contro il Clermont Foot per 2-1 è l'ultima partita prima della sosta ai mondiali in Qatar, e porta i Lensois al momentaneo secondo posto, in piena zona coppe europee.
In Coppa di Francia disputa tutte le partite in trasferta e, dopo aver superato Linas-Montlhéry (2-0), Brest (3-1) e Lorient (1-1, 4-2 dopo i calci di rigore), viene eliminato ai quarti di finale dal Nantes, perdendo l'incontro 2-1 con due calci di rigore messi a segno da Andy Delort.

## Divise e sponsor
Lo sponsor tecnico per la stagione 2022-2023 è Puma, mentre lo sponsor ufficiale è Auchan, catena francese di supermercati e ipermercati.
| Casa | Trasferta | Terza maglia |

## Rosa
Rosa aggiornata all'8 maggio 2023
 In corsivo i calciatori ceduti durante le sessioni di mercato 
| N. |                           | Ruolo | Calciatore             |
| -- | ------------------------- | ----- | ---------------------- |
| 1  | Venezuela (bandiera)      | P     | Wuilker Faríñez        |
| 3  | Colombia (bandiera)       | D     | Deiver Machado         |
| 4  | Austria (bandiera)        | D     | Kevin Danso            |
| 5  | Camerun (bandiera)        | D     | Christopher Wooh       |
| 6  | Norvegia (bandiera)       | C     | Patrick Berg           |
| 6  | Camerun (bandiera)        | C     | Jean Onana             |
| 7  | Francia (bandiera)        | A     | Florian Sotoca         |
| 8  | Costa d'Avorio (bandiera) | C     | Seko Fofana (capitano) |
| 9  | Polonia (bandiera)        | A     | Adam Buksa             |
| 10 | Francia (bandiera)        | A     | Gael Kakuta            |
| 10 | Portogallo (bandiera)     | C     | David Costa            |
| 11 | Belgio (bandiera)         | A     | Loïs Openda            |
| 13 | Polonia (bandiera)        | C     | Łukasz Poręba          |
| 14 | Argentina (bandiera)      | D     | Facundo Medina         |
| 15 | Capo Verde (bandiera)     | D     | Steven Fortès          |
| 16 | Francia (bandiera)        | P     | Jean-Louis Leca        |
| 18 | Francia (bandiera)        | C     | Alexis Claude Maurice  |

| N. |                           | Ruolo | Calciatore            |
| -- | ------------------------- | ----- | --------------------- |
| 19 | Francia (bandiera)        | C     | Nolan Bonte           |
| 19 | Francia (bandiera)        | C     | Jimmy Cabot           |
| 20 | Francia (bandiera)        | C     | Angelo Fulgini        |
| 21 | Mali (bandiera)           | D     | Massadio Haïdara      |
| 22 | Francia (bandiera)        | A     | Wesley Saïd           |
| 23 | Francia (bandiera)        | D     | Ismaël Boura          |
| 24 | Francia (bandiera)        | D     | Jonathan Gradit       |
| 25 | Francia (bandiera)        | D     | Julien Le Cardinal    |
| 26 | Ghana (bandiera)          | C     | Salis Abdul Samed     |
| 28 | Francia (bandiera)        | C     | Adrien Thomasson      |
| 29 | Polonia (bandiera)        | C     | Przemysław Frankowski |
| 30 | Francia (bandiera)        | P     | Brice Samba           |
| 34 | Costa d'Avorio (bandiera) | C     | Yaya Fofana           |
| 35 | Francia (bandiera)        | D     | Adrien Louveau        |
| 36 | Francia (bandiera)        | A     | Rémy Labeau Lascary   |
| 40 | Comore (bandiera)         | P     | Yannick Pandor        |

## Calciomercato

### Sessione estiva(dal 1º/7 al 1º/9)
| Acquisti         | Acquisti              | Acquisti          | Acquisti                   |
| R.               | Nome                  | da                | Modalità                   |
| ---------------- | --------------------- | ----------------- | -------------------------- |
| A                | Loïs Openda           | Club Bruges       | definitivo (9,8 milioni €) |
| A                | Adam Buksa            | N.E. Revolution   | definitivo (6 milioni €)   |
| C                | Salis Abdul Samed     | Clermont Foot     | definitivo (5 milioni €)   |
| P                | Brice Samba           | Nottingham Forest | definitivo (5 milioni €)   |
| C                | Jean Onana            | Bordeaux          | definitivo (4 milioni €)   |
| C                | Jimmy Cabot           | Angers            | definitivo (2 milioni €)   |
| C                | Łukasz Poręba         | Zagłębie Lubin    | definitivo (350 mila €)    |
| C                | Alexis Claude-Maurice | Nizza             | prestito                   |
| Altre operazioni |                       |                   |                            |
| R.               | Nome                  | da                | Modalità                   |
| A                | Simon Banza           | Famalicão         | fine prestito              |
| D                | Ismaël Boura          | Le Havre          | fine prestito              |
| A                | Gaëtan Robail         | Valenciennes      | fine prestito              |
| D                | Steven Fortès         | Ostenda           | fine prestito              |
| C                | Charles Boli          | L.R. Vicenza      | fine prestito              |
| A                | Boubakar Camara       | Le Mans           | fine prestito              |
| C                | Jonathan Varane       | Rodez             | fine prestito              |

| Cessioni         | Cessioni          | Cessioni            | Cessioni                    |
| R.               | Nome              | a                   | Modalità                    |
| ---------------- | ----------------- | ------------------- | --------------------------- |
| C                | Cheick Doucouré   | Crystal Palace      | definitivo (22,6 milioni €) |
| D                | Christopher Wooh  | Rennes              | definitivo (9 milioni €)    |
| D                | Jonathan Clauss   | Olympique Marsiglia | definitivo (7,5 milioni €)  |
| A                | Ignatius Ganago   | Nantes              | definitivo (4,4 milioni €)  |
| C                | Patrick Berg      | Bodø/Glimt          | definitivo (4 milioni €)    |
| A                | Simon Banza       | Braga               | definitivo (3 milioni €)    |
| A                | Corentin Jean     | Inter Miami         | definitivo (1,09 milioni €) |
| A                | Gael Kakuta       | Amiens              | gratuito                    |
| A                | Gaëtan Robail     | Atromītos           | gratuito                    |
| Altre operazioni |                   |                     |                             |
| R.               | Nome              | da                  | Modalità                    |
| A                | Boubakar Camara   | Dordrecht           | gratuito                    |
| C                | Jonathan Varane   | Sporting Gijón B    | gratuito                    |
| C                | Charles Boli      | Pau                 | n.d.                        |
| A                | Ibrahima Baldé    | Annecy              | prestito                    |
| C                | Mamadou Camara    | Bastia              | prestito                    |
| C                | Yannick Cahuzac   |                     | ritiro                      |
| A                | Arnaud Kalimuendo | Paris Saint-Germain | fine prestito               |

### Sessione invernale(dal 2/1 al 31/1)
| Acquisti | Acquisti           | Acquisti   | Acquisti                   |
| R.       | Nome               | da         | Modalità                   |
| -------- | ------------------ | ---------- | -------------------------- |
| C        | Adrien Thomasson   | Strasburgo | definitivo (3,9 milioni €) |
| D        | Julien Le Cardinal | Paris FC   | definitivo (2,3 milioni €) |
| C        | Angelo Fulgini     | Magonza    | prestito                   |

| Cessioni | Cessioni | Cessioni | Cessioni |
| R.       | Nome     | a        | Modalità |
| -------- | -------- | -------- | -------- |

## Risultati

### Ligue 1

#### Girone di andata
| Arbitro: | Léonard (Lorena) |

|                      |           |                                      |
| Sotoca 26’, 61’, 64’ | Marcatori | 65’ Belkebla 81’ (rig.) Del Castillo |

| Ajaccio 14 agosto 2022, ore 15:00 CEST 2ª giornata | Ajaccio                  | 0 – 0 referto | Lens | Stade François Coty (9 070 spett.)\| Arbitro: \| Frappart (Île-de-France) \| |
| Arbitro:                                           | Frappart (Île-de-France) |               |      |                                                                              |

| Arbitro: | Delajod (Rodano-Alpi) |

|                |           |                                                     |
| Badiashile 41’ | Marcatori | 7’ Openda 38’ Machado 55’ (rig.) S. Fofana 78’ Saïd |

| Arbitro: | Brisard (Maine) |

|                          |           |             |
| S. Fofana 65’ Openda 69’ | Marcatori | 30’ Laborde |

| Arbitro: | Léonard (Lorena) |

|                                               |           |                |
| Sotoca 24’, 77’ Saïd 28’ Samed 57’ Openda 86’ | Marcatori | 41’, 50’ Moffi |

| Arbitro: | Wattellier (Linguadoca-Rossiglione) |

|             |           |            |
| Balogun 72’ | Marcatori | 82’ Openda |

| Arbitro: | El Hadj (Rodano-Alpi) |

|           |           |  |
| Danso 39’ | Marcatori |  |

| Nantes 18 settembre 2022, ore 17:05 CEST 8ª giornata | Nantes                | 0 – 0 referto | Lens | Stade de la Beaujoire (28 854 spett.)\| Arbitro: \| Delajod (Rodano-Alpi) \| |
| Arbitro:                                             | Delajod (Rodano-Alpi) |               |      |                                                                              |

| Arbitro: | Bastien (Lorena) |

|                   |           |  |
| Sotoca 82’ (rig.) | Marcatori |  |

| Arbitro: | Letexier (Ille-et-Vilaine) |

|                  |           |  |
| David 44’ (rig.) | Marcatori |  |

| Arbitro: | El Hadj (Rodano-Alpi) |

|          |           |  |
| Saïd 67’ | Marcatori |  |

| Arbitro: | Millot (Île-de-France) |

|  |           |                 |
|  | Marcatori | 78’ David Costa |

| Arbitro: | Batta (Mediterranée) |

|                        |           |  |
| Openda 60’, 86’, 90+2’ | Marcatori |  |

| Arbitro: | Léonard (Lorena) |

|            |           |                     |
| Blažič 87’ | Marcatori | 21’ Saïd 51’ Medina |

| Arbitro: | El Hadj (Rodano-Alpi) |

|                        |           |                  |
| Saïd 60’ S. Fofana 68’ | Marcatori | 38’ (aut.) Samed |

| Nizza 29 dicembre 2022, ore 21:00 CET 16ª giornata | Nizza                  | 0 – 0 referto | Lens | Allianz Riviera (24 672 spett.)\| Arbitro: \| Millot (Île-de-France) \| |
| Arbitro:                                           | Millot (Île-de-France) |               |      |                                                                         |

| Arbitro: | Brisard (Maine) |

|                                             |           |            |
| Frankowski 5’ Openda 28’ Claude-Maurice 47’ | Marcatori | 8’ Ekitike |

| Arbitro: | Letexier (Ille-et-Vilaine) |

|                       |           |                               |
| Prcić 13’ Gameiro 16’ | Marcatori | 11’ Claude-Maurice 33’ Openda |

| Arbitro: | Delajod (Rodano-Alpi) |

|                       |           |  |
| Frankowski 58’ (rig.) | Marcatori |  |

#### Girone di ritorno
| Arbitro: | Turpin (Borgogna) |

|             |           |               |
| Larouci 50’ | Marcatori | 88’ Thomasson |

| Arbitro: | Léonard (Lorena) |

|  |           |             |
|  | Marcatori | 57’ Laborde |

| Arbitro: | Bastien (Lorena) |

|                |           |            |
| Le Douaron 54’ | Marcatori | 83’ Gradit |

| Arbitro: | Wattellier (Linguadoca-Rossiglione) |

|                          |           |             |
| Lacazette 23’ Cherki 64’ | Marcatori | 39’ Machado |

| Arbitro: | Gaillouste (Borgogna) |

|                                             |           |            |
| Machado 34’ Thomasson 36’ Traoré 74’ (aut.) | Marcatori | 40’ Mollet |

| Arbitro: | Brisard (Maine) |

|              |           |            |
| Maouassa 59’ | Marcatori | 4’ Fulgini |

| Arbitro: | Letexier (Ille-et-Vilaine) |

|                  |           |           |
| Fonte 41’ (aut.) | Marcatori | 69’ David |

| Arbitro: | Stinat (Maine) |

|  |           |                                         |
|  | Marcatori | 31’, 34’, 35’ Openda 76’ Claude-Maurice |

| Arbitro: | Dechépy (Piccardia) |

|                               |           |  |
| S. Fofana 26’ Openda 30’, 46’ | Marcatori |  |

| Arbitro: | Stinat (Maine) |

|  |           |            |
|  | Marcatori | 31’ Openda |

| Arbitro: | Gaillouste (Borgogna) |

|                           |           |             |
| Frankowski 10’ Medina 64’ | Marcatori | 83’ Gameiro |

| Arbitro: | Delajod (Rodano-Alpi) |

|                                  |           |                       |
| Mbappé 31’ Vitinha 37’ Messi 40’ | Marcatori | 60’ (rig.) Frankowski |

| Arbitro: | Letexier (Ille-et-Vilaine) |

|                              |           |  |
| Openda 9’, 16’ Thomasson 56’ | Marcatori |  |

| Arbitro: | Dechépy (Piccardia) |

|  |           |            |
|  | Marcatori | 32’ Openda |

| Arbitro: | Turpin (Borgogna) |

|                          |           |           |
| S. Fofana 42’ Openda 60’ | Marcatori | 88’ Payet |

| Arbitro: | Pignard (Rodano-Alpi) |

|                                     |           |                    |
| Frankowski 40’ (rig.) S. Fofana 55’ | Marcatori | 23’ (rig.) Balogun |

| Arbitro: | Frappart |

|           |           |                                        |
| Faivre 5’ | Marcatori | 19’ Sotoca 24’ Thomasson 86’ S. Fofana |

| Arbitro: | Léonard (Morena) |

|                                             |           |  |
| Machado 16’ Thomasson 22’ Openda 35’ (rig.) | Marcatori |  |

| Arbitro: | Millot |

|           |           |                                    |
| Niang 71’ | Marcatori | 19’, 48’ Claude-Maurice 78’ Openda |

### Coupe de France
| Arbitro: | Lesage (Bassa Normandia) |

|  |           |                          |
|  | Marcatori | 72’ S. Fofana 77’ Sotoca |

| Arbitro: | Gaillouste (Borgogna) |

|             |           |                                  |
| Slimani 19’ | Marcatori | 5’ Saïd 30’ Medina 37’ Thomasson |

| Arbitro: | Pignard (Rodano-Alpi) |

|                                  |                      |                                    |
| Le Fée 84’                       | Marcatori            | 21’ Fulgini                        |
| Le Fée Talbi S. Doucouré I. Koné | Tiri di rigore 2 – 4 | Frankowski Sotoca Thomasson Medina |

| Arbitro: | Turpin (Borgogna) |

|                               |           |               |
| Delort 31’ (rig.), 59’ (rig.) | Marcatori | 28’ S. Fofana |

## Statistiche

### Statistiche di squadra
| Competizione     | Punti | In casa | In casa | In casa | In casa | In casa | In casa | In trasferta | In trasferta | In trasferta | In trasferta | In trasferta | In trasferta | Totale | Totale | Totale | Totale | Totale | Totale | DR  |
| Competizione     | Punti | G       | V       | N       | P       | Gf      | Gs      | G            | V            | N            | P            | Gf           | Gs           | G      | V      | N      | P      | Gf     | Gs     | DR  |
| ---------------- | ----- | ------- | ------- | ------- | ------- | ------- | ------- | ------------ | ------------ | ------------ | ------------ | ------------ | ------------ | ------ | ------ | ------ | ------ | ------ | ------ | --- |
| Ligue 1          | 84    | 19      | 17      | 1       | 1       | 41      | 13      | 19           | 8            | 8            | 3            | 27           | 16           | 38     | 25     | 9      | 4      | 68     | 29     | +39 |
| Coppa di Francia | -     | 0       | 0       | 0       | 0       | 0       | 0       | 4            | 2            | 1            | 1            | 7            | 4            | 4      | 2      | 1      | 1      | 7      | 4      | +3  |
| Totale           | -     | 19      | 17      | 1       | 1       | 41      | 13      | 22           | 9            | 9            | 4            | 31           | 19           | 41     | 26     | 10     | 5      | 72     | 32     | +40 |

### Andamento in campionato
| Giornata  | 1 | 2 | 3 | 4 | 5 | 6 | 7 | 8 | 9 | 10 | 11 | 12 | 13 | 14 | 15 | 16 | 17 | 18 | 19 | 20 | 21 | 22 | 23 | 24 | 25 | 26 | 27 | 28 | 29 | 30 | 31 | 32 | 33 | 34 | 35 | 36 | 37 | 38 |
| --------- | - | - | - | - | - | - | - | - | - | -- | -- | -- | -- | -- | -- | -- | -- | -- | -- | -- | -- | -- | -- | -- | -- | -- | -- | -- | -- | -- | -- | -- | -- | -- | -- | -- | -- | -- |
| Luogo     | C | T | T | C | C | T | C | T | C | T  | C  | T  | C  | T  | C  | T  | C  | T  | C  | T  | C  | T  | T  | C  | T  | C  | T  | C  | T  | C  | T  | C  | T  | C  | C  | T  | C  | T  |
| Risultato | V | N | V | V | V | N | V | N | V | P  | V  | V  | V  | V  | V  | N  | V  | N  | V  | N  | P  | N  | P  | V  | N  | N  | V  | V  | V  | V  | P  | V  | V  | V  | V  | V  | V  | V  |
| Posizione | 5 | 6 | 2 | 3 | 2 | 3 | 3 | 4 | 4 | 4  | 3  | 2  | 2  | 2  | 2  | 2  | 2  | 2  | 2  | 2  | 3  | 3  | 4  | 4  | 4  | 4  | 3  | 3  | 2  | 2  | 3  | 3  | 3  | 2  | 2  | 2  | 2  | 2  |

Fonte:  Evoluzione classifica Ligue 1 22/23, su transfermarkt.it, Transfermarkt.
Legenda:

Luogo: C = Casa; T = Trasferta. Risultato: V = Vittoria; N = Pareggio; P = Sconfitta.

### Statistiche dei giocatori[6][7]
| Giocatore         | Ligue 1  | Ligue 1 | Ligue 1     | Ligue 1    | Coppa di Francia | Coppa di Francia | Coppa di Francia | Coppa di Francia | Totale   | Totale | Totale      | Totale     |
| Giocatore         | Presenze | Reti    | Ammonizioni | Espulsioni | Presenze         | Reti             | Ammonizioni      | Espulsioni       | Presenze | Reti   | Ammonizioni | Espulsioni |
| ----------------- | -------- | ------- | ----------- | ---------- | ---------------- | ---------------- | ---------------- | ---------------- | -------- | ------ | ----------- | ---------- |
| I. Baldé          | 0        | 0       | 0           | 0          | 0                | 0                | 0                | 0                | 0        | 0      | 0           | 0          |
| P. Berg           | 3        | 0       | 0           | 0          | 0                | 0                | 0                | 0                | 3        | 0      | 0           | 0          |
| N. Bonte          | 0        | 0       | 0           | 0          | 1                | 0                | 0                | 0                | 1        | 0      | 0           | 0          |
| I. Boura          | 9        | 0       | 0           | 0          | 2                | 0                | 0                | 0                | 11       | 0      | 0           | 0          |
| A. Buksa          | 8        | 0       | 0           | 0          | 0                | 0                | 0                | 0                | 8        | 0      | 0           | 0          |
| J. Cabot          | 11       | 0       | 2           | 0          | 0                | 0                | 0                | 0                | 11       | 0      | 2           | 0          |
| A. Claude Maurice | 22       | 5       | 0           | 0          | 2                | 0                | 0                | 0                | 24       | 5      | 0           | 0          |
| D. Costa          | 31       | 1       | 2           | 0          | 3                | 0                | 0                | 0                | 34       | 1      | 2           | 0          |
| K. Danso          | 37       | 1       | 7           | 1          | 3                | 0                | 0                | 0                | 40       | 1      | 7           | 1          |
| W. Faríñez        | 0        | 0       | 0           | 0          | 0                | 0                | 0                | 0                | 0        | 0      | 0           | 0          |
| S. Fofana         | 35       | 7       | 2           | 0          | 4                | 2                | 0                | 0                | 39       | 9      | 2           | 0          |
| S. Fortès         | 1        | 0       | 0           | 0          | 0                | 0                | 0                | 0                | 1        | 0      | 0           | 0          |
| P. Frankowski     | 37       | 5       | 4           | 0          | 4                | 0                | 0                | 0                | 41       | 5      | 4           | 0          |
| A. Fulgini        | 17       | 1       | 0           | 0          | 2                | 1                | 0                | 0                | 19       | 2      | 0           | 0          |
| I. Ganago         | 5        | 0       | 0           | 0          | 0                | 0                | 0                | 0                | 5        | 0      | 0           | 0          |
| J. Gradit         | 33       | 1       | 7           | 0          | 4                | 0                | 0                | 0                | 37       | 1      | 7           | 0          |
| M. Haïdara        | 36       | 0       | 5           | 0          | 3                | 0                | 0                | 0                | 39       | 0      | 5           | 0          |
| G. Kakuta         | 2        | 0       | 0           | 0          | 0                | 0                | 0                | 0                | 2        | 0      | 0           | 0          |
| R. Labeau Lascary | 10       | 0       | 0           | 0          | 2                | 0                | 0                | 0                | 12       | 0      | 0           | 0          |
| J. Le Cardinal    | 8        | 0       | 0           | 0          | 0                | 0                | 0                | 0                | 8        | 0      | 0           | 0          |
| J. Leca           | 1        | -1      | 0           | 0          | 4                | -4               | 0                | 0                | 5        | -5     | 0           | 0          |
| A. Louveau        | 0        | 0       | 0           | 0          | 0                | 0                | 0                | 0                | 0        | 0      | 0           | 0          |
| D. Machado        | 33       | 4       | 4           | 0          | 3                | 0                | 0                | 0                | 36       | 4      | 4           | 0          |
| F. Medina         | 32       | 2       | 6           | 0          | 3                | 1                | 0                | 0                | 35       | 3      | 6           | 0          |
| J. Onana          | 21       | 0       | 3           | 0          | 2                | 0                | 1                | 0                | 23       | 0      | 4           | 0          |
| L. Openda         | 38       | 21      | 2           | 0          | 4                | 0                | 0                | 0                | 42       | 21     | 2           | 0          |
| Y. Pandor         | 0        | 0       | 0           | 0          | 0                | 0                | 0                | 0                | 0        | 0      | 0           | 0          |
| W. Saïd           | 21       | 5       | 2           | 0          | 1                | 1                | 0                | 0                | 22       | 6      | 2           | 0          |
| L. Poręba         | 10       | 0       | 1           | 0          | 2                | 0                | 1                | 0                | 12       | 0      | 2           | 0          |
| B. Samba          | 37       | -28     | 3           | 0          | 0                | 0                | 0                | 0                | 37       | -28    | 3           | 0          |
| F. Sotoca         | 38       | 7       | 4           | 0          | 4                | 1                | 0                | 0                | 42       | 8      | 4           | 0          |
| A. Thomasson      | 20       | 5       | 1           | 0          | 3                | 1                | 0                | 0                | 23       | 6      | 1           | 0          |
| C. Wooh           | 1        | 0       | 0           | 0          | 0                | 0                | 0                | 0                | 1        | 0      | 0           | 0          |
| S.A. Samed        | 33       | 1       | 6           | 1          | 4                | 0                | 0                | 0                | 37       | 1      | 6           | 1          |